# Boucau
Boucau è un comune francese di 7 846 abitanti situato nel dipartimento dei Pirenei Atlantici nella regione della Nuova Aquitania.
Il comune fu creato il 1 giugno 1857, scorporando un quartiere di Tarnos, per disposizione di Napoleone III.

## Società

### Evoluzione demografica
Abitanti censiti